# Borja (montagne)
Pour les articles homonymes, voir Borja.
Borja est une montagne culminant à 1 077 m d'altitude en Bosnie-Herzégovine, entre Teslić et le village de Maslovare. Elle s'étend selon un axe sud-est – nord-ouest, et à partir d'Uzlomac se divise au niveau du col Solila, à travers laquelle passe la route principale M-4 (Banja Luka - Matuzići - Doboj).
La plus grande partie de cette montagne se trouve dans les municipalités de Teslić et Kotor Varoš,,. Les principales cimes de Borja sont Runjavica (1 077 m), Pavlov vrh (pic de Paul, 1 029 m), Komin (1 029 m) et Kuke (Crochets, 1 016 m). Les sommets de la chaîne de montagne Očauš – Borja – Uzlomac forment la limite entre les bassins hydrographiques de la Bosna et de la Vrbas.
Borja est riche en communautés de forêts de feuillus et de conifères. Les espèces de conifères dominantes sont les pins blanc et noir, d'après lesquels il a été nommé (le nom Borja peut être traduit par des « pins »). Les forêts denses sont habitées par de nombreux animaux sauvages, y compris mammifères endémiques de Bosnie. La montagne abrite de nombreuses sources et ruisseaux. La source la plus connue est Hajdučke vode, située près du centre de loisirs du même nom. Il existe une grande variété de minéraux, dont seul le charbon a été exploité. La mine de charbon a été ouverte au moment de la période austro-hongroise (1916). Elle a été fermée pendant les années 1950.

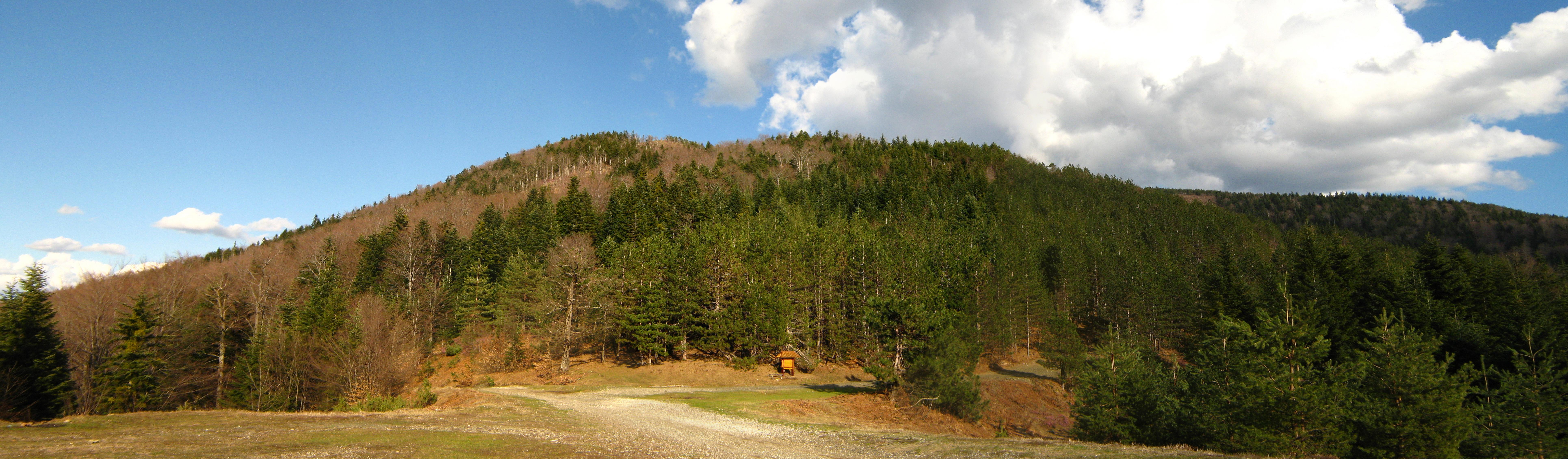
Vue de Runjavica, le point culminant de la montagne Borja, depuis le col Solila